# L.F.O
L.F.O.（エルエフオー）は、ターゲット・エンタテインメントによる日本のガールズ・ユニット。
歌とダンス、リーディングを中心に活動。
Love Frequency Object = 「恋心震わす存在」の意とされている。
2023年9月末日をもって、実質9年間の活動を終了。

## 最終メンバー
| Name   | 読み   | 名前       | 誕生日   | 血液型 | 出身   | 特技                             | 加入       | 活動終了  |
| ------ | ------ | ---------- | -------- | ------ | ------ | -------------------------------- | ---------- | --------- |
| IKUE   | いくえ | 十川郁江   | 7月18日  | A型    | 岡山県 | 簿記実務検定2級、情報処理検定1級 | 2014年10月 | 2023年9月 |
| KOTOMI | ことみ | 鈴原言美   | 11月5日  | A型    | 東京都 | 保育士資格、幼稚園教諭二種免許   | 2018年12月 | 2023年9月 |
| MAYUKO | まゆこ | 伊藤真唯子 | 5月6日   | O型    | 福井県 | 歌、ダンス、プログラミング       | 2023年2月  | 2023年9月 |
| YUKIMI | ゆきみ | 竹田雪見   | 11月30日 | B型    | 奈良県 | コーラス                         | 2023年2月  | 2023年9月 |
| AYUMI  | あゆみ |            | 8月27日  | B型    | 埼玉県 | 保育士資格、幼稚園教諭二種免許   | 2023年4月  | 2023年9月 |

### 旧メンバー
| Name   | 読み   | 名前         | 誕生日   | 血液型 | 出身     | 特技                                                                               | 加入       | 最終活動   |
| ------ | ------ | ------------ | -------- | ------ | -------- | ---------------------------------------------------------------------------------- | ---------- | ---------- |
| SHIORI | しおり | 本間詩織     | 6月28日  | O型    | 北海道   | 料理、天文宇宙検定3級                                                              | 2014年10月 | 2014年12月 |
| YUKA   | ゆか   | 渡部由佳     | 5月9日   | B型    | 大阪府   | パーカッション                                                                     | 2014年10月 | 2014年12月 |
| RISA   | りさ   | 山内梨早     | 10月15日 | O型    | 東京都   | 紙を90度回転させて字を書く、ヘアアレンジ                                           | 2014年10月 | 2014年12月 |
| WAKI   | わき   | あべわき     | 4月12日  | B型    | 岩手県   | 絵描き                                                                             | 2014年10月 | 2014年12月 |
| KOHARU | こはる | 比奈森心春   | 3月23日  | AB型   | 兵庫県   | 南中ソーラン、お菓子作り                                                           | 2015年6月  | 2015年11月 |
| FUMI   | ふみ   | 片岡文       | 12月1日  | O型    | 北海道   | 口笛、利きコーラ                                                                   | 2014年10月 | 2015年12月 |
| YUNA   | ゆな   | 近藤ゆな     | 3月28日  | O型    | 愛知県   | タロット占い                                                                       | 2015年8月  | 2016年11月 |
| KANA   | かな   | 山口華奈     | 4月27日  | O型    | 熊本県   | バレーボール                                                                       | 2014年10月 | 2016年12月 |
| SAYA   | さや   | 広瀬さや     | 1月17日  | AB型   | 埼玉県   | ラーメン屋巡り                                                                     | 2016年10月 | 2018年3月  |
| SAKI   | さき   | いしばしさき | 4月19日  | B型    | 神奈川県 | 水泳                                                                               | 2016年12月 | 2018年3月  |
| MANAMI | まなみ | 鳴海真奈美   | 5月24日  | A型    | 青森県   | スマホで画像編集                                                                   | 2016年10月 | 2018年9月  |
| YUKI   | ゆき   | 白井夕貴     | 10月23日 | O型    | 神奈川県 | 歌唱、ボケを拾うこと、柔軟                                                         | 2018年1月  | 2019年6月  |
| TAMAKI | たまき | 藤井環       | 7月10日  | A型    | 神奈川県 | 手芸、エレクトーン                                                                 | 2018年3月  | 2019年8月  |
| YOKO   | ようこ | 根本陽子     | 3月26日  | O型    | 東京都   | サックス、クラリネット 中学校、高校教諭1種（社会、地歴・公民） 特別支援学校教諭1種 | 2020年6月  | 2020年10月 |
| ARISA  | ありさ | 木下ありさ   | 3月27日  | AB型   | 佐賀県   | 彫刻、絵画                                                                         | 2016年10月 | 2022年11月 |
| YURI   | ゆり   | 桜町侑里     | 8月3日   | B型    | 東京都   | タピオカを美味しく茹でる                                                           | 2020年8月  | 2022年11月 |
| SAKIE  | さきえ | 高田紗希衣   | 3月23日  | AB型   | 大阪府   | 珠算検定3級、水泳                                                                  | 2014年10月 | 2023年3月  |

## 概要
同レーベルで活動のガールズ・ユニット「ミステリー・ガールズ・プロジェクト」（MGP）の姉妹ユニットとして結成され、2014年10月より活動開始。
オリジナルメンバーはIKUE、KANA、SAKIE、SHIORI、FUMI、YUKA、RISA、WAKIの8名。当時のプロデューサーは中山真吾。
2023年9月末日をもって活動終了。

## 来歴
- 2014年10月 - 活動開始。
- 2015年5月 - 公式サイトにて、メンバー、ユニットロゴが変更とされる。[注釈 7]
- 2015年5月15日 - ネットラジオ「L.F.O.!-恋心震わすRadio!!」開始。
- 2015年6月27日 - 公式サイトにて、KOHARU加入が発表。IKUE、KANA、SAKIE、FUMIとの5名体制のデザインに変更。
- 2015年8月26日 - 公式ツイッターにて、YUNA加入が発表。[17]
- 2016年10月4日 - 公式サイト、公式ツイッターにて、ARISA、SAYA、MANAMI加入が発表。[18]
この段階ではARISA、IKUE、KANA、SAKIE、SAYA、MANAMI、YUNAの7名体制。
- 2016年12月16日 - 公式ツイッターにて、新メンバーSAKI情報公開が発表。[19]
この段階ではARISA、IKUE、SAKI、SAKIE、SAYA、MANAMIの6名体制。
- 2016年12月27日 - MGPへのKANA移籍が公開。[注釈 3]
- 2018年1月10日 - Perky!にて、新メンバーYUKI登場。YUKIを加えた7名体制となる旨の説明あり。
- 2018年3月22日 - 公式サイトにて、TAMAKI、YUKI加入、レーベル内朗読ユニット『夕星（ゆうづつ）』へのSAYA移籍、[20]SAKI活動終了が発表。[注釈 8]
この段階ではARISA、IKUE、SAKIE、TAMAKI、MANAMI、YUKIの6名体制。
- 2018年10月4日 - SHOWROOM配信開始。[注釈 9]
この段階ではARISA、IKUE、SAKIE、TAMAKI、YUKIの5名体制。
- 2018年12月25日 - 公式ツイッターにて、新メンバーKOTOMI加入が発表。[注釈 10]
この段階ではARISA、IKUE、KOTOMI、SAKIE、TAMAKI、YUKIの6名体制。
- 2019年1月19日 - 公式ツイッターにて、KOTOMIプロフィール情報公開が発表。[注釈 11]
- 2020年6月26日 - ネットラジオ「L.F.O.360°Meeting!」開始、[21]第1回に新メンバーYOKO登場。[22]
この段階ではARISA、IKUE、KOTOMI、SAKIE、YOKOの5名体制。
- 2020年7月14日 - 公式ツイッターにて、公式サイトリニューアルが発表。[23]YOKOプロフィール情報公開。
- 2020年8月21日 - 公式ツイッターにて、新メンバーYURI加入が発表。[注釈 12]ネットラジオ「L.F.O.360°Meeting!」第5回にYURI登場。
この段階ではARISA、IKUE、KOTOMI、SAKIE、YURI、YOKOの6名体制。
- 2020年8月28日 - 公式ツイッターにて、YURIプロフィール情報公開が発表。[注釈 13]
- 2021年3月20日 - Instagram開設。[注釈 14]
- 2022年3月31日 - TikTok開設。[注釈 15]
- 2023年1月31日 - 公式ツイッターにて、MAYUKO、YUKIMI加入[注釈 16]、3月のレーベル主催ライブでのSAKIE活動終了が発表。[注釈 6]
- 2023年2月11日 - 公式ツイッターにて、MAYUKO、YUKIMIプロフィール情報公開が発表。[注釈 17]
この段階ではIKUE、KOTOMI、SAKIE、MAYUKO、YUKIMIの5名体制。
- 2023年4月18日 - 公式ツイッターにて、AYUMI加入が発表。[注釈 18]
この段階ではAYUMI、IKUE、KOTOMI、MAYUKO、YUKIMIの5名体制。
- 2023年9月30日 - 公式ツイッターにて、同日の9月末日をもっての活動終了が発表。[注釈 19]

## リリース

### CD
CD-R
| 枚  | 発売日         | タイトル             | 規格品番 | 配信版 | 備考 |
| --- | -------------- | -------------------- | -------- | ------ | --- |
| 1st | 2015年10月01日 | 瞳にカンジル愛の意図 | NCA-3018 | 〇     | *タイトル曲と朗読3話を収録したミニアルバム *2015年9月26日のライブにて先行販売あり *2作で"L.F.O.early CD collection"として配信 |
| 2nd | 2015年10月01日 | Pa-Pi-Pu-Pe          | NCA-3019 | 〇     | *タイトル曲と朗読3話を収録したミニアルバム *2015年9月26日のライブにて先行販売あり *2作で"L.F.O.early CD collection"として配信 |
| 3rd | 2017年08月07日 | MOVING               | NCA-3020 | 〇     | *初のオリジナル曲2曲を収録 *タイトル曲を含む4曲と全5章の朗読を収録したアルバム *2017年7月17日のライブにて先行販売あり         |

CD
| 枚  | 発売日         | タイトル | 規格品番  | 配信版 | 備考                                                                       |
| --- | -------------- | -------- | --------- | ------ | -------------------------------------------------------------------------- |
| 4th | 2022年03月23日 | Jumping! | TQCJ-1022 | 〇     | *楽曲9曲と朗読3話を収録したアルバム *2022年2月23日より配信版が先行リリース |

### DVD
DVD-R
| 枚  | 発売日        | タイトル                                                  | 規格品番  | 配信版 | 備考                                                                              |
| --- | ------------- | --------------------------------------------------------- | --------- | ------ | --------------------------------------------------------------------------------- |
| 1st | 2018年9月20日 | L.F.O. Live [Mystic Live "極" KIWAMI] June 23, 2018 Tokyo | TQBJ-9006 | －     | *MGPレコ発記念単独ライブ出演時のライブ映像 *2018年9月17日のライブにて先行販売あり |

### 配信限定
|     | 発売日        | タイトル                         | 備考                                                    |
| --- | ------------- | -------------------------------- | ------------------------------------------------------- |
| 1st | 2023年3月24日 | MGPxLFO Collabo.Anniversary 2023 | *合同ライブで披露した新レコーディング&リアレンジ版の2曲 |

## 出演

### ライブ
- 2014年

1. 10月24日 - Alliance vol.15 -Reading Live- - あさがやドラム（IKUE、KANA、SAKIE、SHIORI、YUKAが出演）
2. 11月22日 - Alliance vol.17 -Roudoku Live-（夜の部） - 阿佐ヶ谷アニメ座バロックカフェ（FUMIが出演）
3. 11月30日 - CANDY MAKER COLLECTION Vol.39 - 四谷LOTUS
4. 12月26日 - Mystic Live "力" CHIKARA（MGPグループ年末単独ライブ） - 目黒鹿鳴館

- 2015年

1. 4月11日 - Alliance vol.18 -Music Live- - あさがやドラム（IKUE、KANA、SAKIE、FUMIが出演）
2. 6月28日 - SUBCUL MARKET Vol.50 - 四谷LOTUS（KOHARUを含めた5名体制での初ライブ）
3. 7月12日 - Performing Arts LINK 夏祭り! - 渋谷RUIDO K2
4. 7月26日 - one's precious time - 目黒鹿鳴館[注釈 20]
5. 9月26日 - Mystic Live "響" HIBIKI（MGPグループ単独ライブ） - 目黒鹿鳴館（YUNAを含めた6名体制での初ライブ）[25]
6. 10月17日 - CANDY MAKER COLLECTION Vol.59 - 神田SOUND STAGE MIFA
7. 11月15日 - CANDY MAKER COLLECTION Vol.60 - 神田SOUND STAGE MIFA
8. 11月22日 - CAT FEST!! Vol.2 - 秋葉原CLUBGOODMAN（KANA、KOHARU、SAKIE、FUMI、YUNAが出演）[注釈 20]
9. 11月29日 - 臓物擬人化!?癒し系アイドルmo2 ワンマンライブ17.5「にくもつ」 - 赤坂ドリームマシーンラボ（IKUE、KANA、KOHARU、SAKIE、FUMIが出演）
10. 12月12日 - CANDY MAKER COLLECTION Vol.61 - 神田SOUND STAGE MIFA（IKUE、KANA、SAKIE、FUMI、YUNAが出演）
11. 12月26日 - 臓物擬人化!?癒し系アイドルmo2 クリスマス会「くりすmo2会（遅）」 - 赤坂ドリームマシーンラボ（IKUE、KANA、SAKIE、FUMI、YUNAが出演）

- 2016年

1. 1月24日 - ヘブンズアイドルウインターライブ vol.5 - HEAVEN'S ROCK さいたま新都心 VJ-3（IKUE、KANA、SAKIE、YUNAが出演）
2. 3月21日 - 太田区文化会 Vol.191 「近LIVE」 - 神田SOUND STAGE MIFA
3. 5月6日 - LORD OF IDOL Vol.2 - 渋谷Milkyway[注釈 20]
4. 7月30日 - Mystic Live "芽" MEBAE（MGPレコ発記念単独ライブ） - 目黒鹿鳴館（応援ゲスト出演）[26]
5. 11月27日 - Coloful Girls Fes 3 - 沼袋アミューズメントプレイスSEL[注釈 20]
6. 12月9日 - MGP & L.F.O. Add live 2016, Live-For-Progress（MGPグループ単独ライブ） - 高円寺CLUB ROOTS（ARISA、SAYA、MANAMIを含めた6名体制での初ライブ）[27]

- 2017年

1. 7月17日 - TARGET Label Girls Live 2017夏（レーベル主催ライブ） - 高円寺CLUB ROOTS（SAKIを含めた6名体制での初ライブ）[注釈 20][28]
2. 10月14日 - 太田区文化会 Vol.362 「OTA音」 - 神田SOUND STAGE MIFA
3. 12月21日 - 太田区文化会 Vol.381 「OTA音」 - 神田SOUND STAGE MIFA

- 2018年

1. 6月23日 - Mystic Live "極" KIWAMI（MGPレコ発記念単独ライブ） - 目黒鹿鳴館（TAMAKI、YUKIを含めた6名体制での初ライブ）[29]
2. 9月17日 - TARGET LABEL GIRL's LIVE 2018（レーベル主催ライブ） - 高円寺HIGH[注釈 20][30]
3. 12月13日 - 太田区文化会 Vol.477 「OTA音」 - 神田SOUND STAGE MIFA

- 2019年

1. 2月17日 - アイプラアイドルパーティー～バレンタインスペシャル～NIGHT - 上野音横丁（KOTOMIを含めた6名体制での初ライブ）[31]
2. 4月7日 - Pepe FES Vol.2 - 目黒鹿鳴館[32]
3. 6月1日 - 太田区文化会 Vol.521 「OTA音」 - 神田SOUND STAGE MIFA[33]
4. 8月25日 - Mystic Live "煌" HIKARI（MGP単独ライブ） - 目黒鹿鳴館[34]
5. 10月27日 - JFEちばまつり2019 ストリートステージ - 千葉市蘇我スポーツ公園周辺広場[35]
6. 11月3日 - JFE西日本フェスタinくらしき2019 ファミリーステージ - JFEスチール西日本製鉄所（倉敷地区）（IKUE、KOTOMI、SAKIEが出演）[36]
7. 11月30日 - ローズプラネットvol.1 - 新宿club SCIENCE[37]
8. 12月21日 - 太田区文化会 Vol.573 「OTA音」 - 神田SOUND STAGE MIFA[38]

- 2020年

1. 3月1日 - わくわくライブ Vol.1 NIGHT - 上野音横丁[39]

- 2022年

1. 9月24日 - MysteryGirlsProject & L.F.O.リリース記念ライブ2022（MGPグループ単独ライブ） - 高円寺HIGH（YURIを含めた5名体制での初ライブ）[40]
2. 10月28日 - TARGET LABEL GIRLS ARTIST LIVE 2022（レーベル主催ライブ） - 高円寺HIGH[注釈 20][41]

- 2023年

1. 3月24日 - MGP&LFO合同 SS LIVE（MGPグループ単独ライブ） - 高円寺HIGH（MAYUKO、YUKIMIを含めた5名体制での初ライブ）[42]
2. 5月31日 - 女の子 à la mode - 町田 The Play House（AYUMIを含めた5名体制での初ライブ）[注釈 20][43]
3. 8月10日 - 女の子 à la mode - 町田 The Play House[44]

### ラジオ
- L.F.O.!-恋心震わすRadio!![45]（2015年5月15日 - 終了日不明[注釈 21]）
- 放課後L.F.O.[46]（2016年8月15日 - 11月4日）

YouTube、itunesポッドキャストより配信。
- L.F.O.360°Meeting![21][22]（2020年6月26日 - 9月25日）

YouTubeより配信。

### ネット番組
- スマートフォン向けライブ配信アプリ - Perky!（MeMe Live）（2018年1月7日 - 終了日不明）
- L.F.O.の恋心震わせまShow![47] - SHOWROOM（2018年9月より毎週木曜 - 2023年9月14日）[48]